# Coptotettix guinanensis
Coptotettix guinanensis är en insektsart som beskrevs av Deng, W.-a. och Z. Zheng 2006. Coptotettix guinanensis ingår i släktet Coptotettix och familjen torngräshoppor. Inga underarter finns listade i Catalogue of Life.